# Sphinx albescens
Sphinx albescens är en fjärilsart som beskrevs av Tutt 1904. Sphinx albescens ingår i släktet Sphinx och familjen svärmare. Inga underarter finns listade i Catalogue of Life.